# Réjaumont (Pireneje Wysokie)
Réjaumont – miejscowość i gmina we Francji, w regionie Oksytania, w departamencie Pireneje Wysokie.
Według danych na rok 1990 gminę zamieszkiwało 171 osób, a gęstość zaludnienia wynosiła 26 osób/km² (wśród 3020 gmin regionu Midi-Pireneje Réjaumont plasuje się na 892. miejscu pod względem liczby ludności, natomiast pod względem powierzchni na miejscu 1360.).